# Tableaux historiques du Chalet de la montagne du parc du Mont-Royal

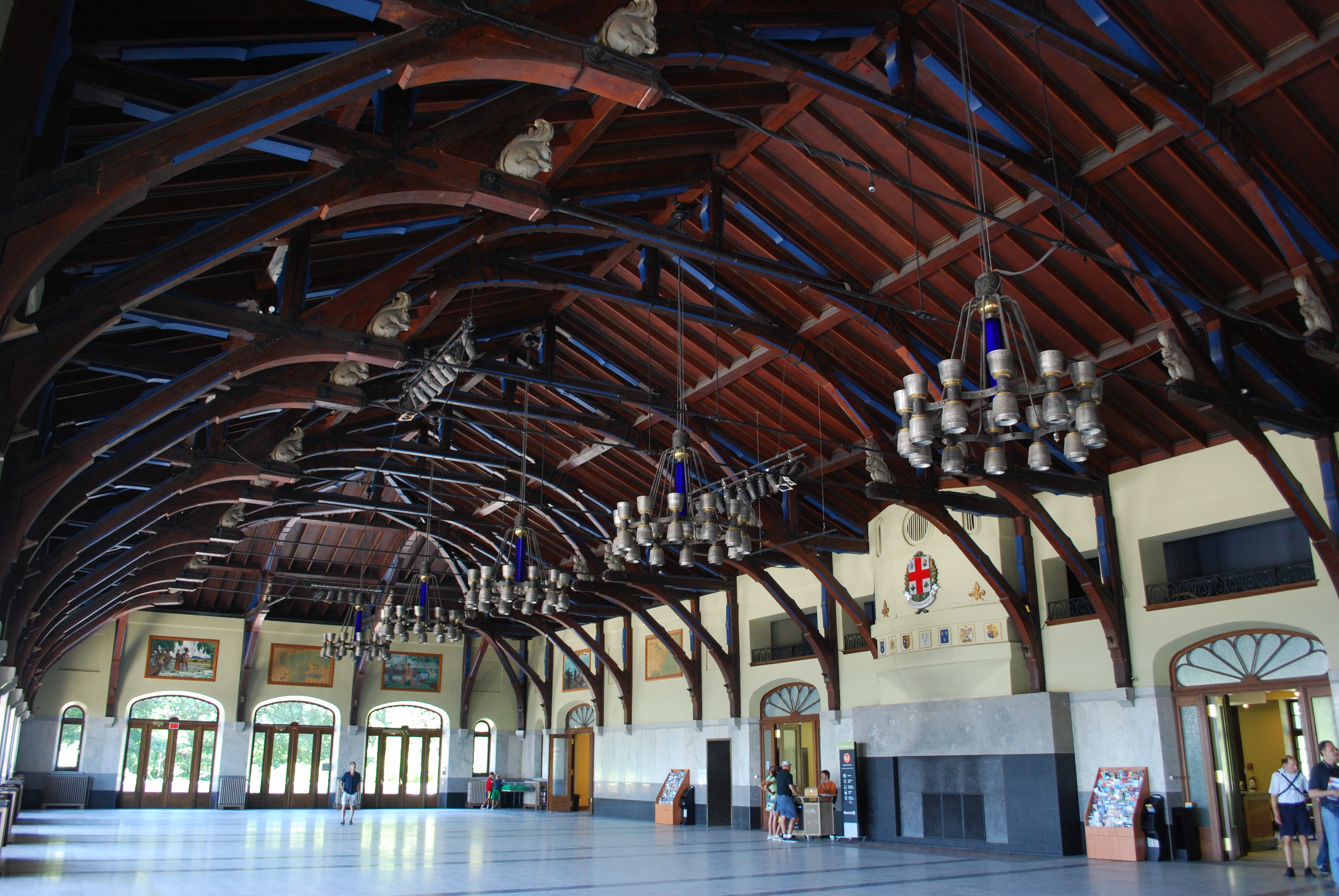
Chalet de la montagne du parc du Mont-Royal
dans lequel se trouvent les tableaux historiques

Les tableaux historiques du Chalet de la montagne du parc du Mont-Royal doivent leur réalisation l'architecte Aristide Beaugrand-Champagne, fort intéressé à l'histoire des débuts du Canada.  Aussi vit-il l'occasion, ce au moment de la Grande Dépression des années 1930, à la fois de promouvoir son domaine d'intérêt et également de subvenir aux besoins financiers des artistes de son temps. Pour ce faire, il fit appel à l'artiste alors peu connu, Paul-Émile Borduas à qui il confia la tâche de rassembler les artistes canadiens les plus remarquables de l'époque. Ce autour d'un même thème : l'histoire des débuts du Canada. Ces tableaux sont importants pour mieux appréhender les débuts du Canada.

## Le promoteur premier: Aristide Beaugrand Champagne
Les tableaux historiques du Chalet de la montagne du parc du Mont-Royal doivent leur réalisation à une éminent architecte du dernier siècle, Aristide Beaugrand-Champagne. En 1928, la ville de Montréal confie à cet architecte la réalisation du Chalet du Mont-Royal.  Passionné d’histoire et d’archéologie, Beaugrand-Champagne compte aujourd’hui comme l’un des architectes les plus renommés de son époque.  Passionné d’histoire, il œuvra au sein de nombre d’organismes en patrimoine historique, en particulier des organismes intéressés aux débuts du Canada. Au sein de la Société des Dix, Il publia de nombreux articles au sujet des Iroquoîens de la vallée du Saint-Laurent.  Aspect entrée de Jacques Cartier aux Indes Occidentales, il affirma que Jacques Cartier était parvenu à Hochelaga par la rivière des Prairies.  Plus encore, il identifia un site où la bourgade Hochelaga aurait été sise, ce sur le flanc nord du Mont Royal.
Lorsque retenu par la ville de Montréal pour la conception du Chalet du Mont-Royal, il profita de ce projet destiné à contrer les effets néfastes de la Grande Dépression des années 1930 à promouvoir son domaine d'intérêt, l’histoire tout en subvenant aux besoins financiers des artistes de son temps. À cette fin, il fit appel un artiste alors peu connu, Paul-Émile Borduas à qui il confia la tâche de rassembler les artistes canadiens les plus remarquables de l'époque. Ce autour d'un même thème : l'histoire des débuts du Canada.

## Le peintre rassembleur, Paul-Émile Borduas
Pour sa part, Paul-Émile Borduas  se réserva la conception des tableaux aux sujets plus importants et chers au cœur de Beaugrand-Champagne : 
1. Entrée de la France dans les Indes occidentales
2. Le plan de la bourgade Hochelaga produit par Venise en 1556
3. L’île du Mont Royal et le fleuve Saint-Laurent produit par Samuel de Champlain en 1611
4. La carte de Ville-Marie en 1672
5. La carte des possessions de la Nouvelle-France avant le traité de Paris-1763
6. La carte de Montréal en 1760.

Au moment de la conception des tableaux du Mont Royal, ce peintre en était encore à ses premières réalisations. Plus tard dans sa carrière, il initia une transformation profonde de la peinture canadienne. En 1948, appuyé par des collègues artistes Claude Gauvreau, Jean-Paul Riopelle, Marcelle Ferron et Madeleine Arbour et d'autres, il publia le manifeste Refus global, une critique sévère de la culture canadienne-française. Ce faisant, il créa une école d’art nouvelle, l’automatisme, qui encore aujourd’hui marque le domaine de l’art  au Canada. Cette publication lui valut son renvoi de l'École du Meuble de Montréal.

## Les onze autres peintres retenus
Pour les 11 autres tableaux, Paul-Émile Borduas confia leur réalisation aux artistes les plus en vue de l’époque. Il fit appel à Edwin H. Holgate pour la scène du départ de Cavelier de LaSalle vers la Chine et les Indes. Cet explorateur atteindra finalement la baie de Matagorda au Texas.  Pour l’entrée de Jacques Cartier à Hochelaga, il confia la conception de la scène au peintre Adrien Hébert.  Lucien Boudot et Fernand Cerceau furent chargés de la scène de la rencontre de Jacques Cartier avec le chef autochtone Agouhanna.  Pour la scène célèbre de la venue de Jacques Cartier sur une montagne sise à proximité que Jacques Cartier nomma Mont Royal, il en confia la réalisation au peintre Alfred Faniel, un peintre d’origine belge.  Pour la scène du serment de Dollard des Ormeaux, il retint les services du peintre Raymond Pellus, bien connu pour ses vitraux d’église. 
Robert Pilot fut chargé de la scène de l’implantation d’une croix sur le Mont Royal.  Au peintre Georges Delfosse, reconnu pour la conception de nombreuses scènes religieuses, en particulier pour celle de la première messe dite sur l’île du Mont Royal au Sault-au-Récollet, il confia la scène de la première messe dite à la fondation de Ville-Marie en 1642.  W. H. Taylor se vit confier la conception de la scène de la fondation de la colonie Ville-Marie à Paris.  Willian Thurston Topham réalisa la mémorable scène du combat de Dollard des Ormeaux au Long Sault.  Le peintre Marc-Aurèle Fortin reconnu pour ses scènes rurales, en particulier pour les arbres aux dimensions généreuses produisit la venue en 1603 de Samuel de Champlain à la rivière des Prairies.  Finalement, Octave Bélanger réalisa la scène de Samuel de Champlain à Place Royale, site du Musée de Pointe-à-Callière.

## Galerie des tableaux

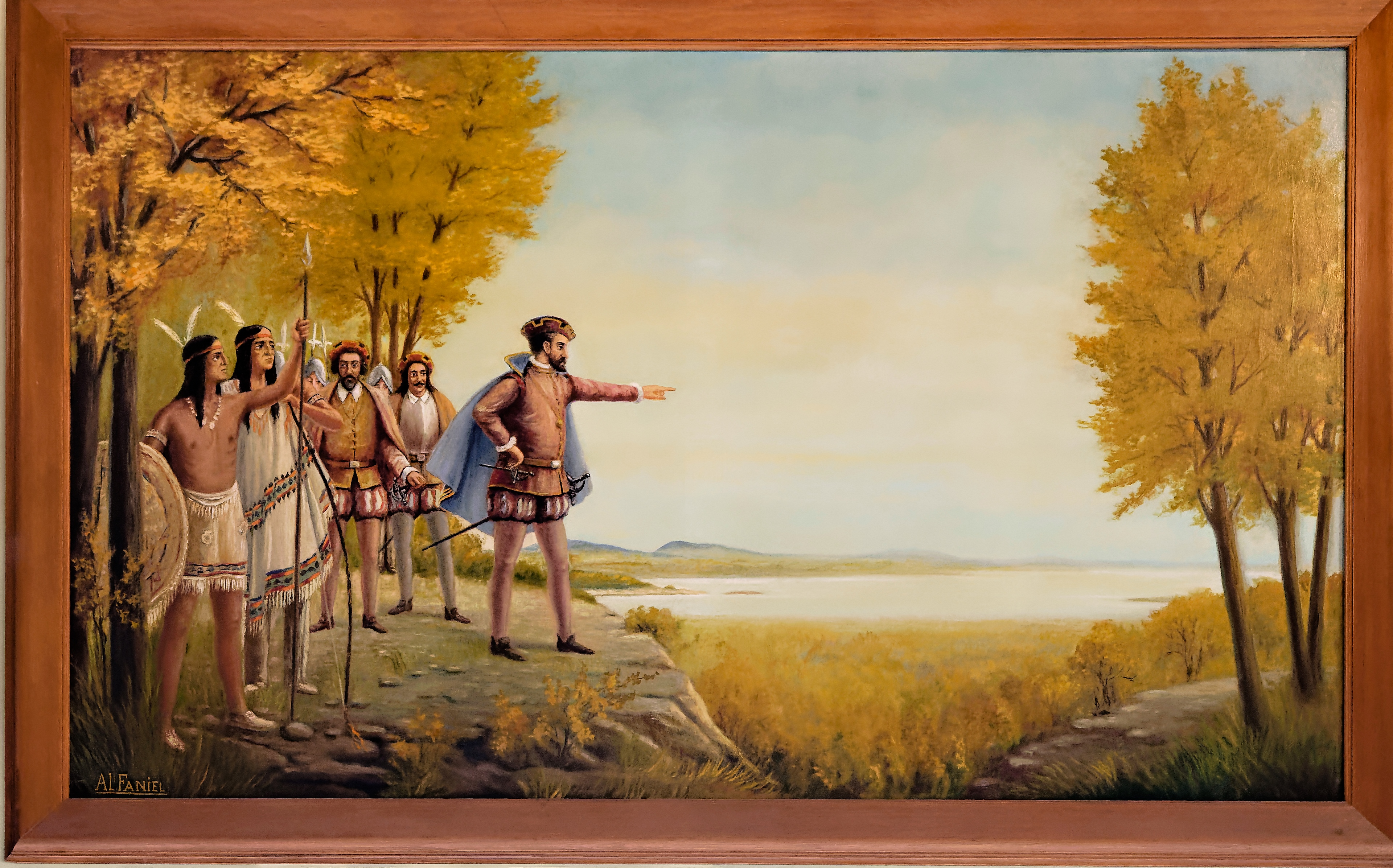
Jacques Cartier sur le mont Royal, par Alfred Faniel
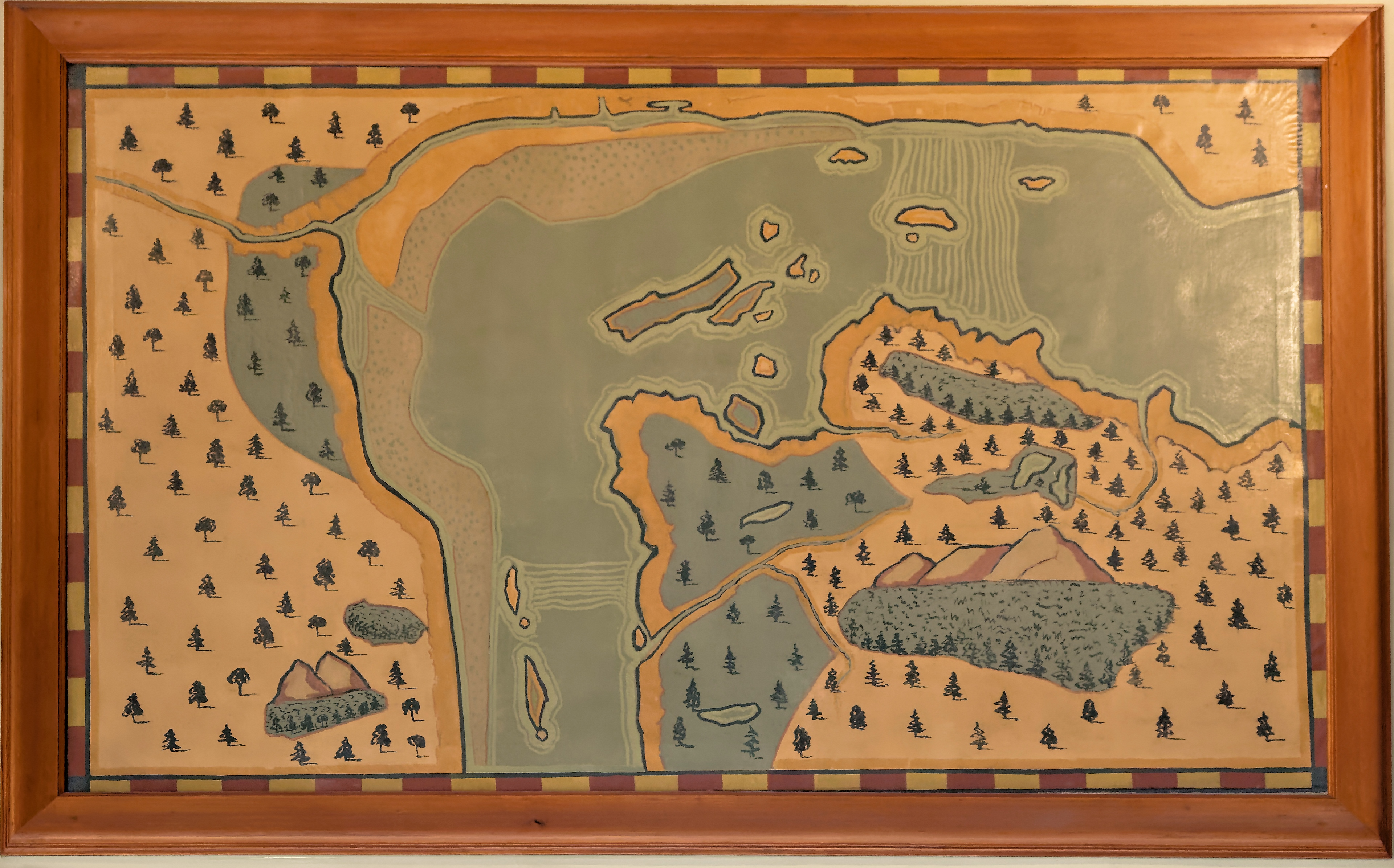
Carte du site de Montréal par Champlain en 1611, par Paul-Émile Borduas
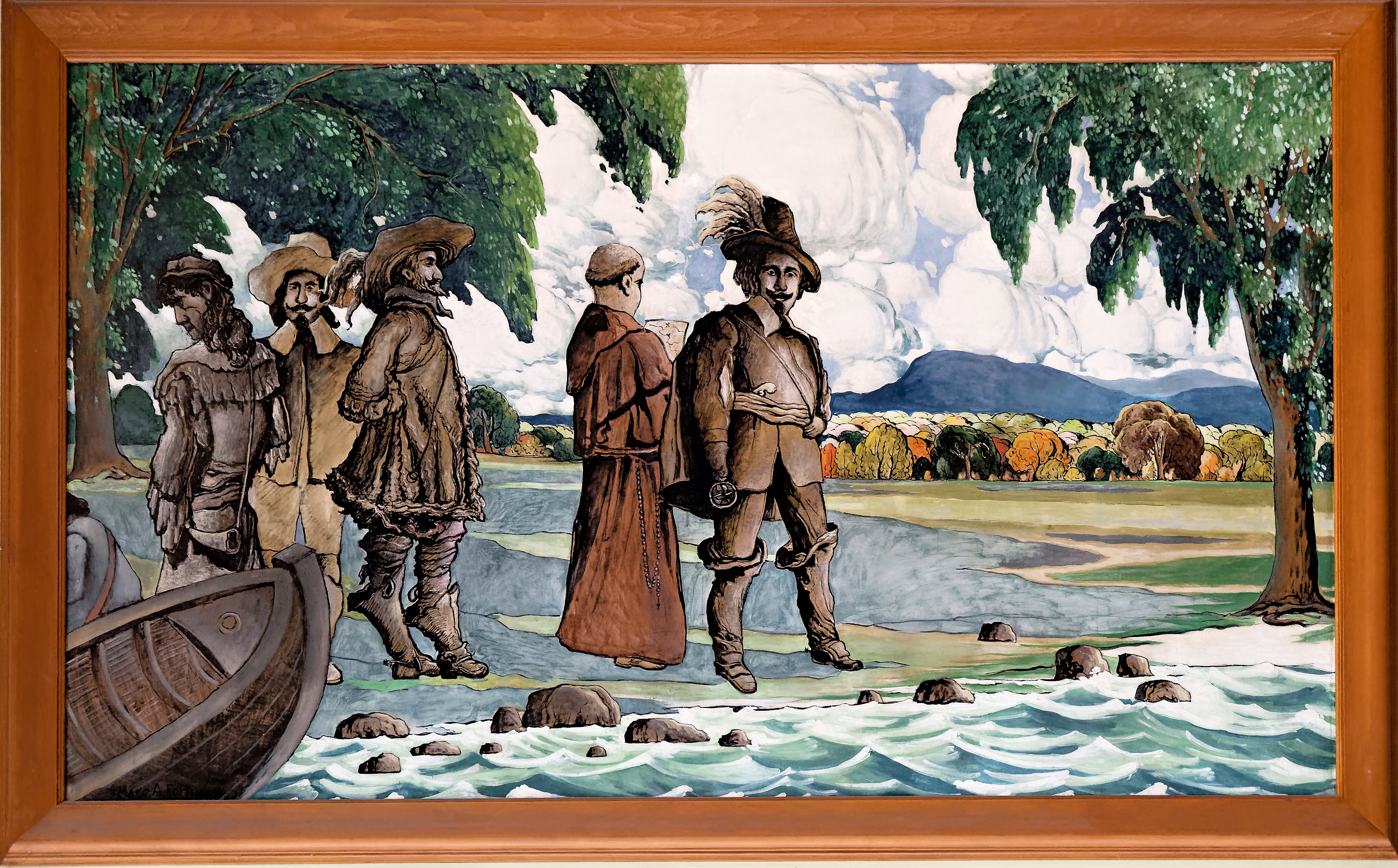
Champlain explore le site de Montréal en 1603, par Marc-Aurèle Fortin
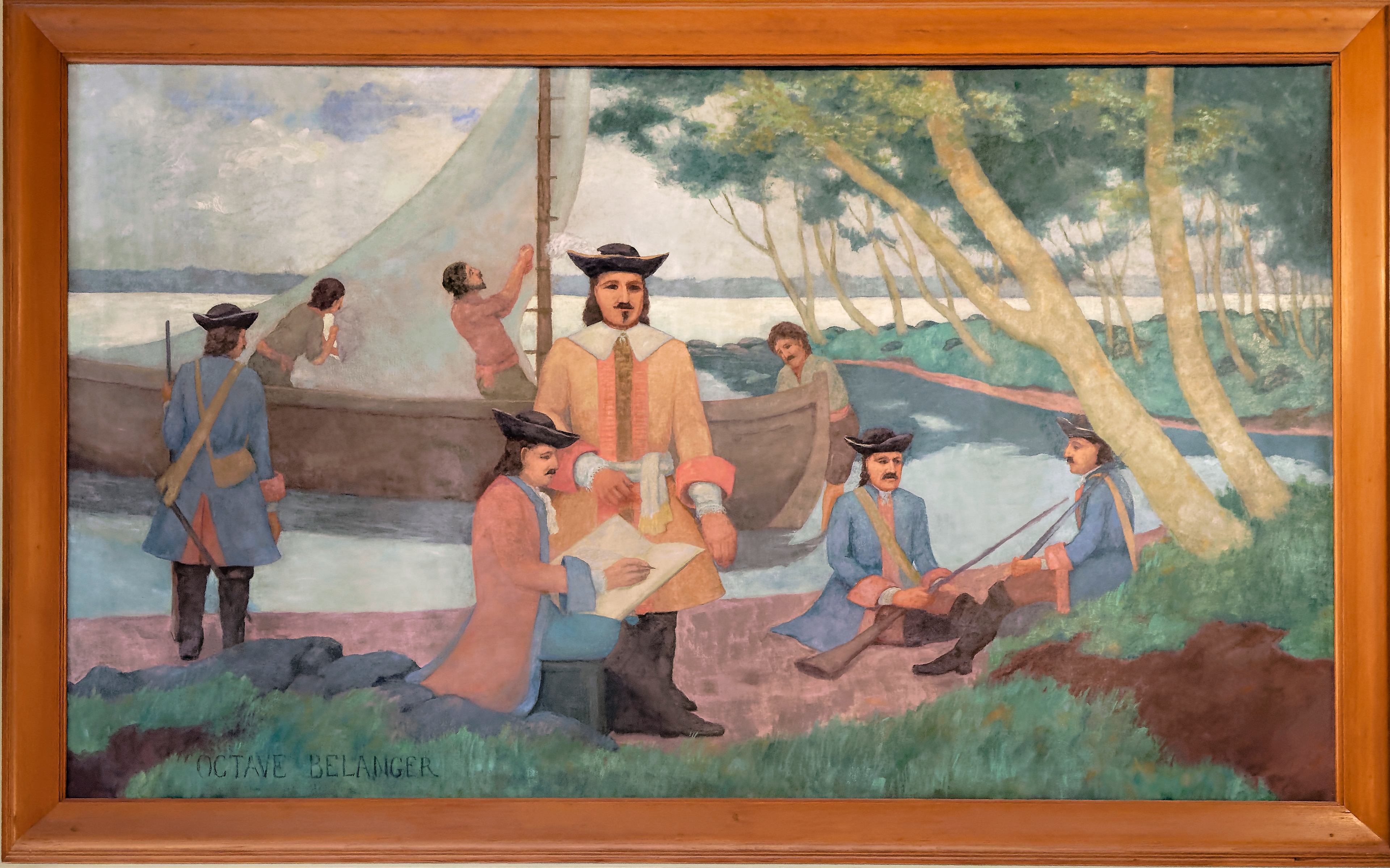
Champlain visite à nouveau le site de Montréal en 1611, par Octave Bélanger
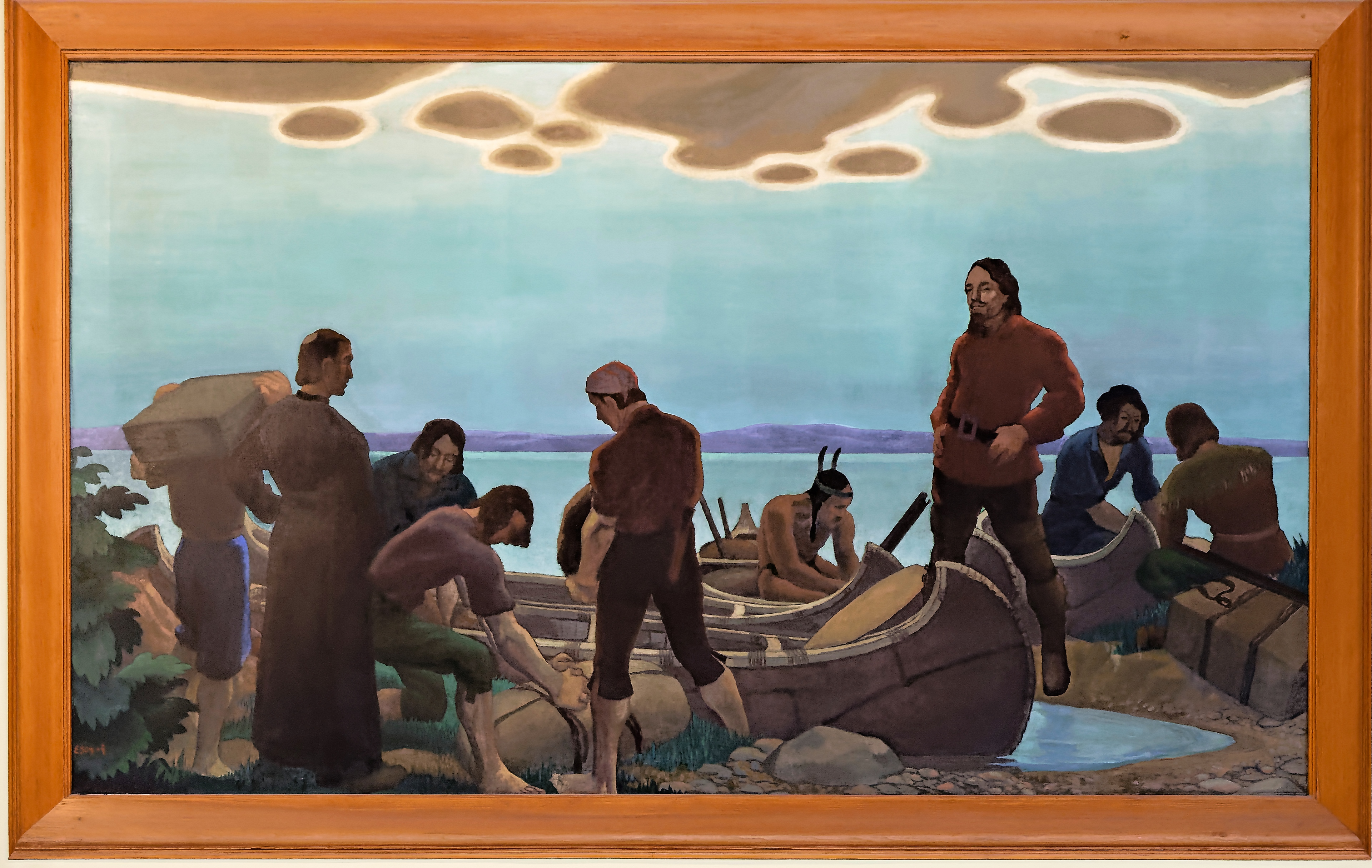
Départ de La Salle pour aller à la découverte du Mississippi, par Edwin Holgate
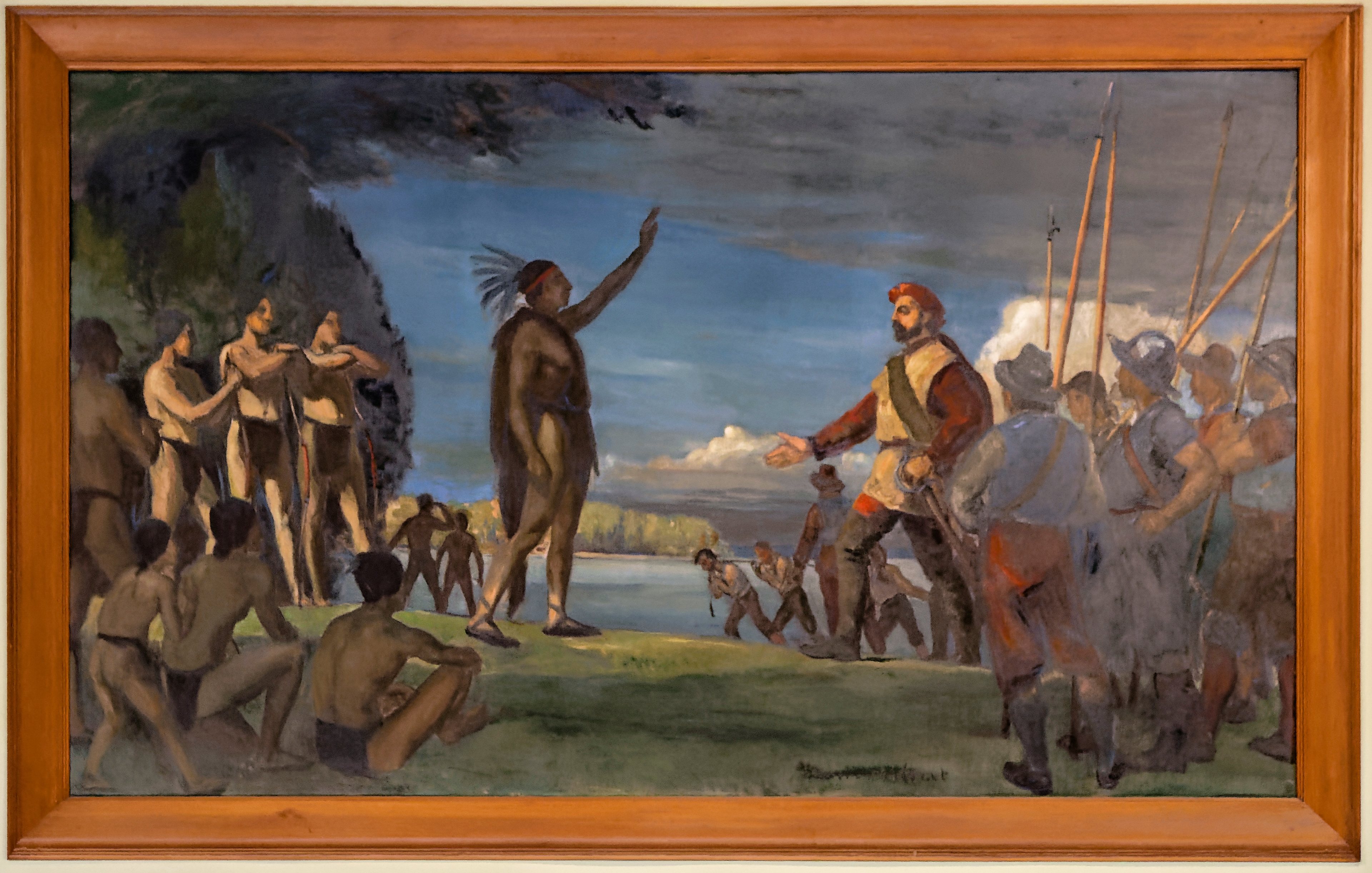
Jacques Cartier atterrit à Hochelaga en 1535, par Adrien Hébert
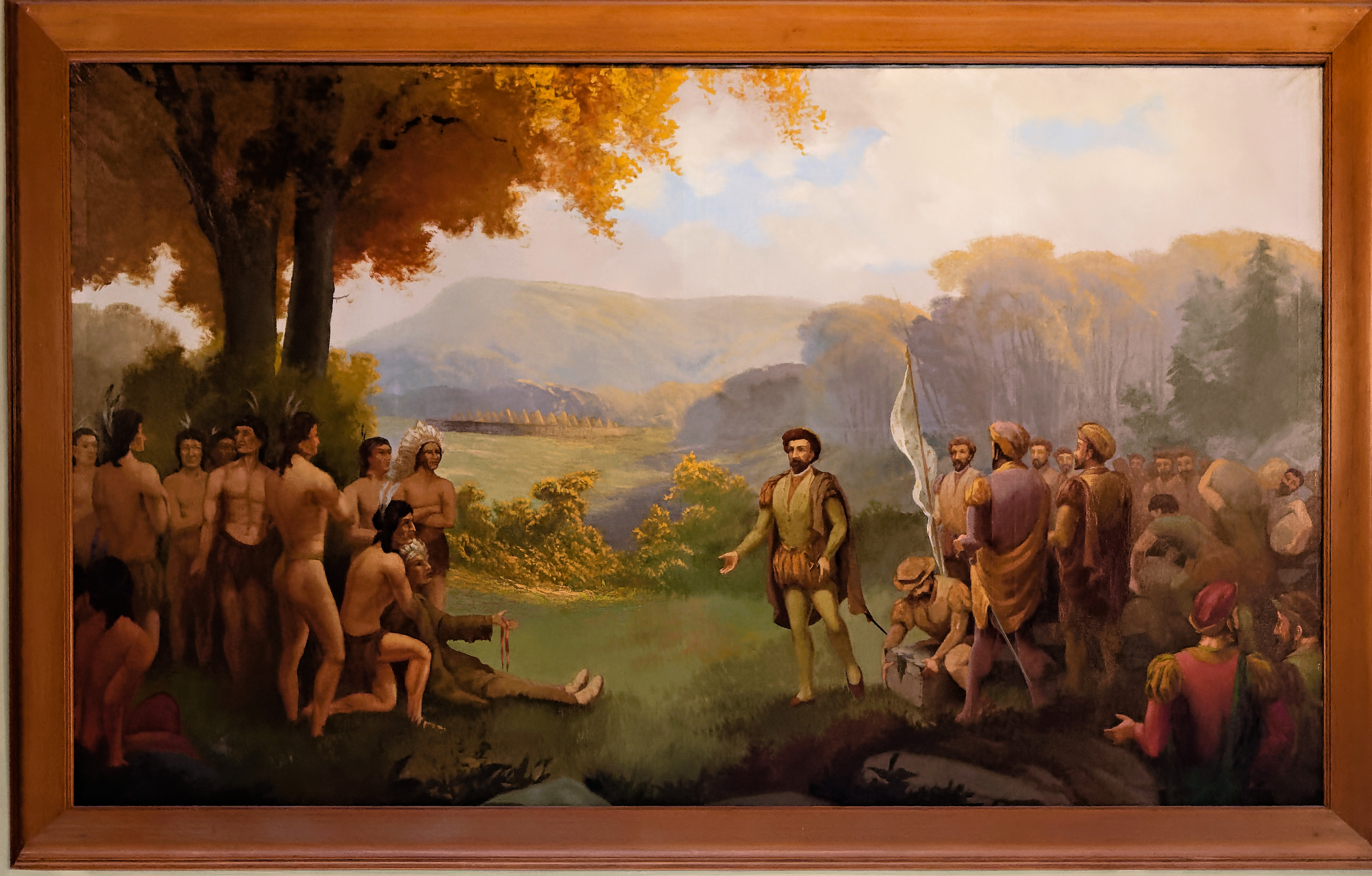
Jacques Cartier visite l'Agouhana, par Lucien Boudot et Fernand Cerceau
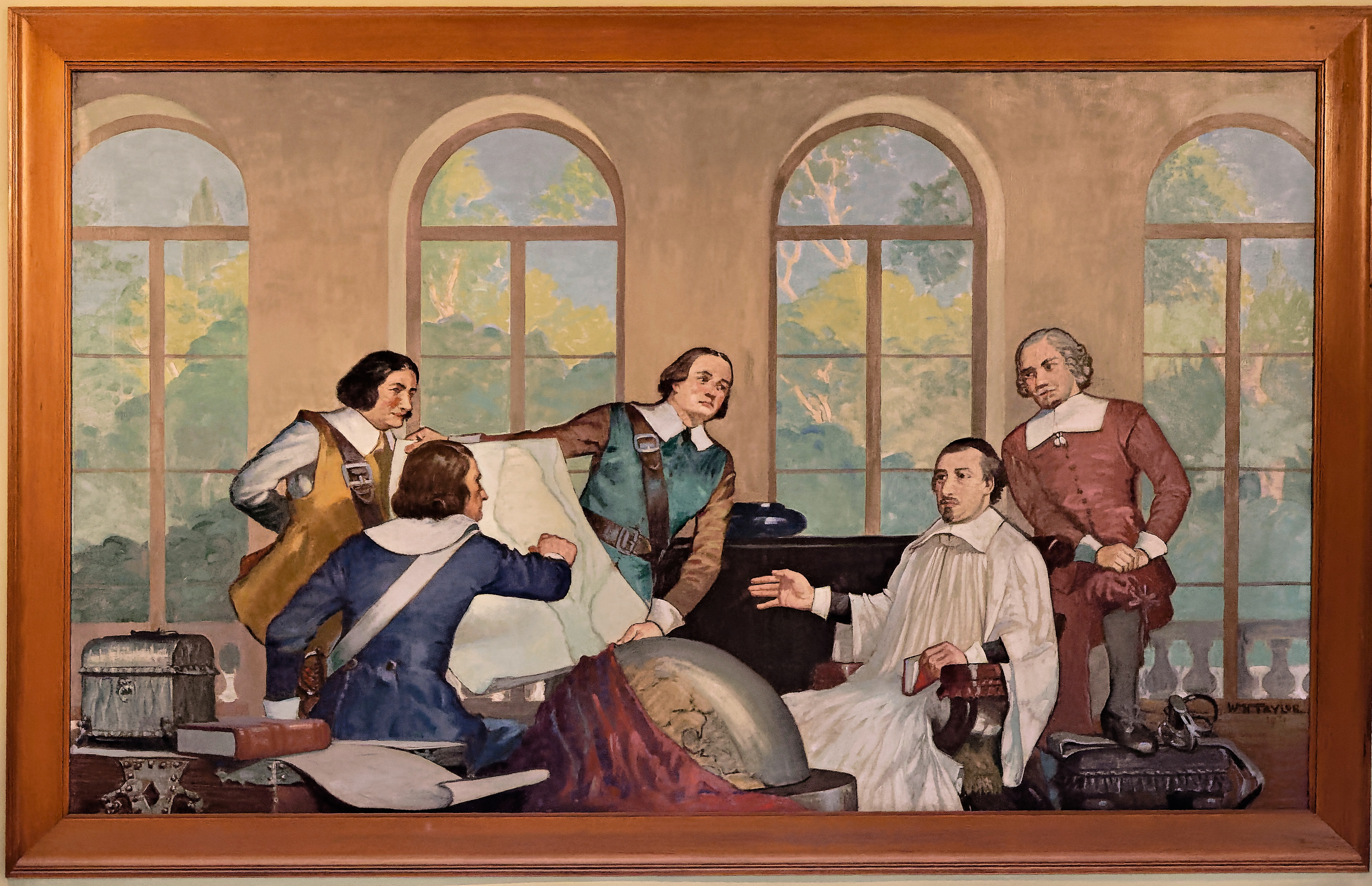
La fondation de Montréal est décidée à Paris, par William Hughes Taylor
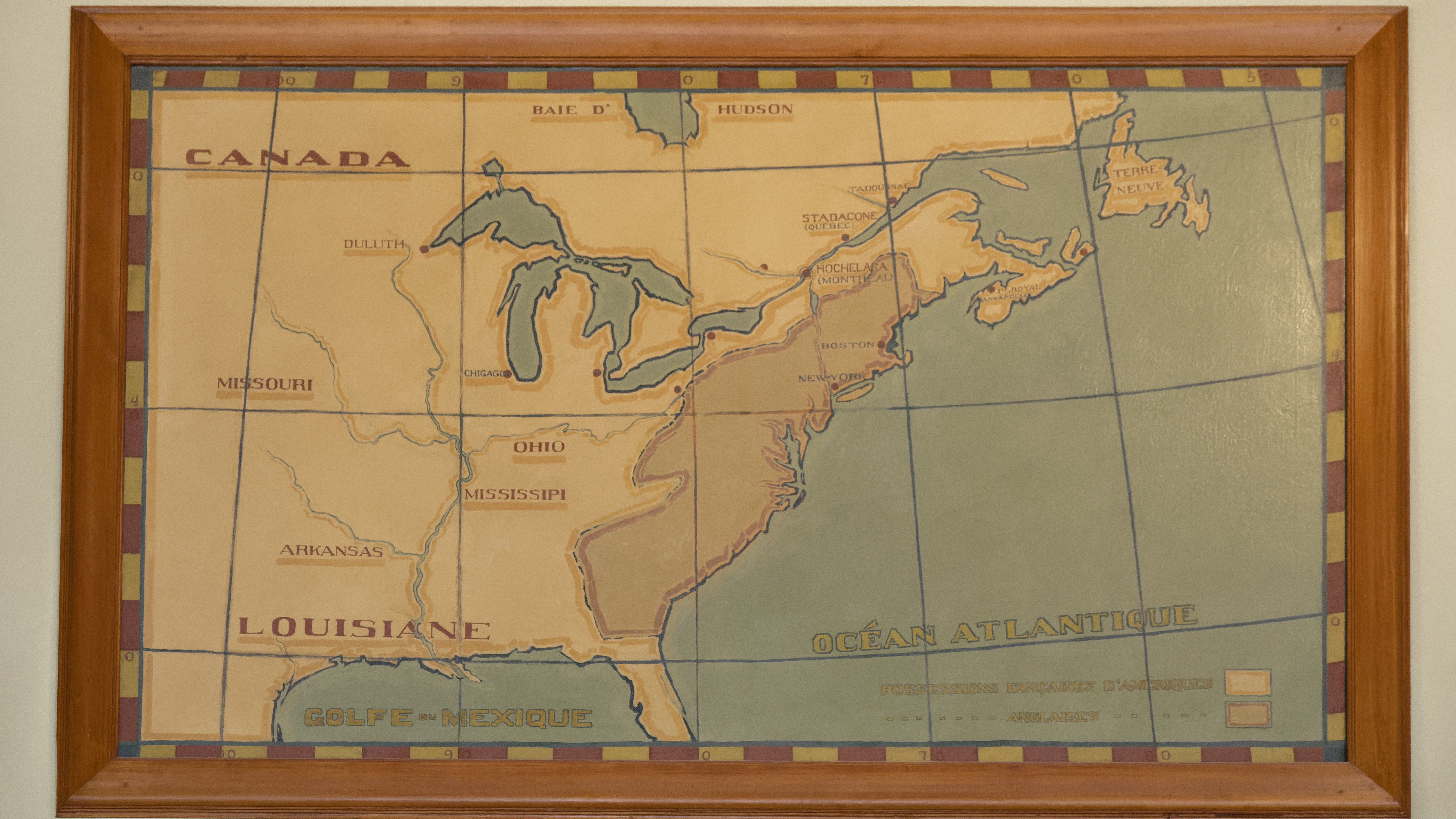
Les anciennes possessions françaises en Amérique, par Paul-Émile Borduas
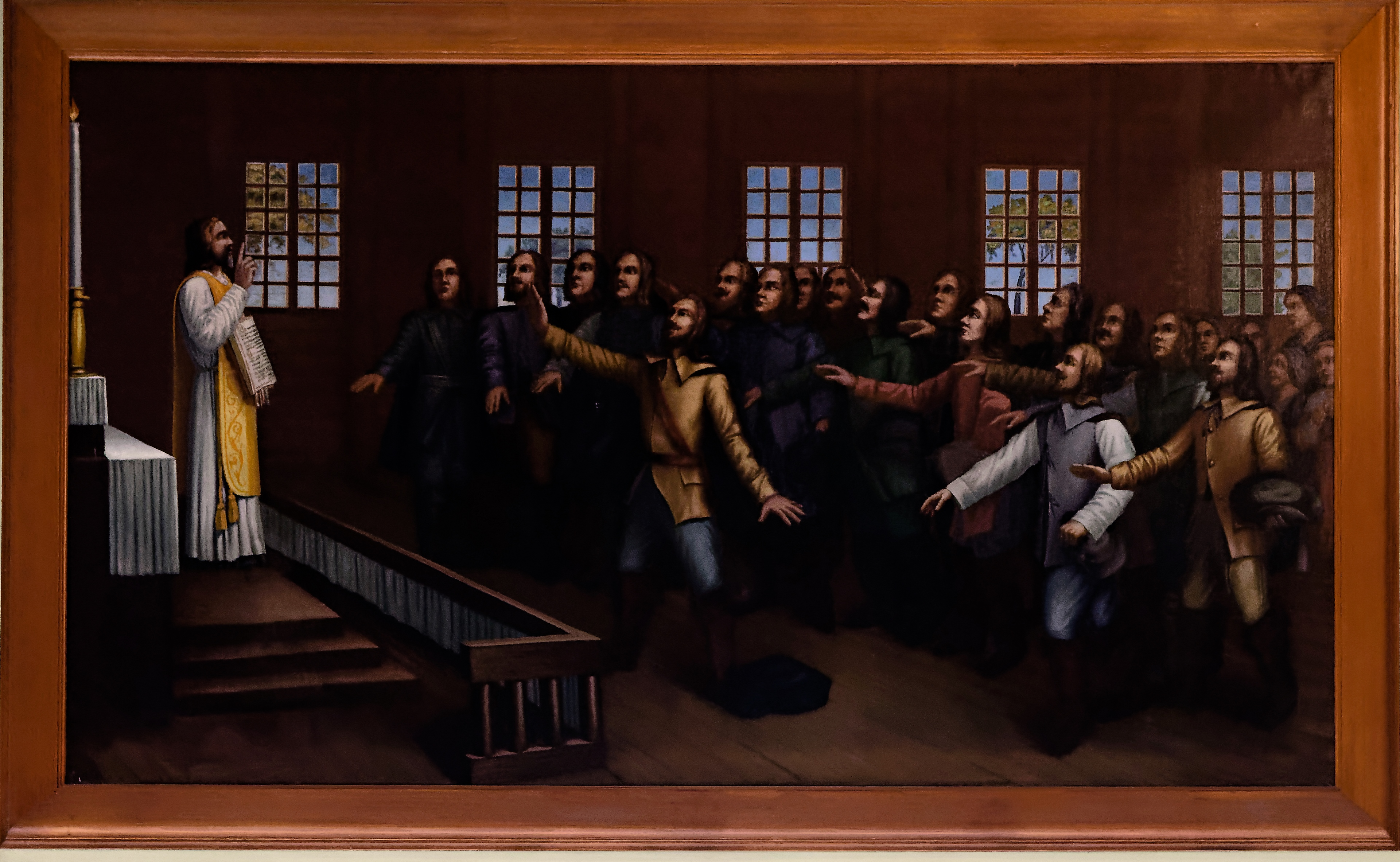
Le serment de Dollard des Ormeaux et de ses compagnons, par Raymond Pellus
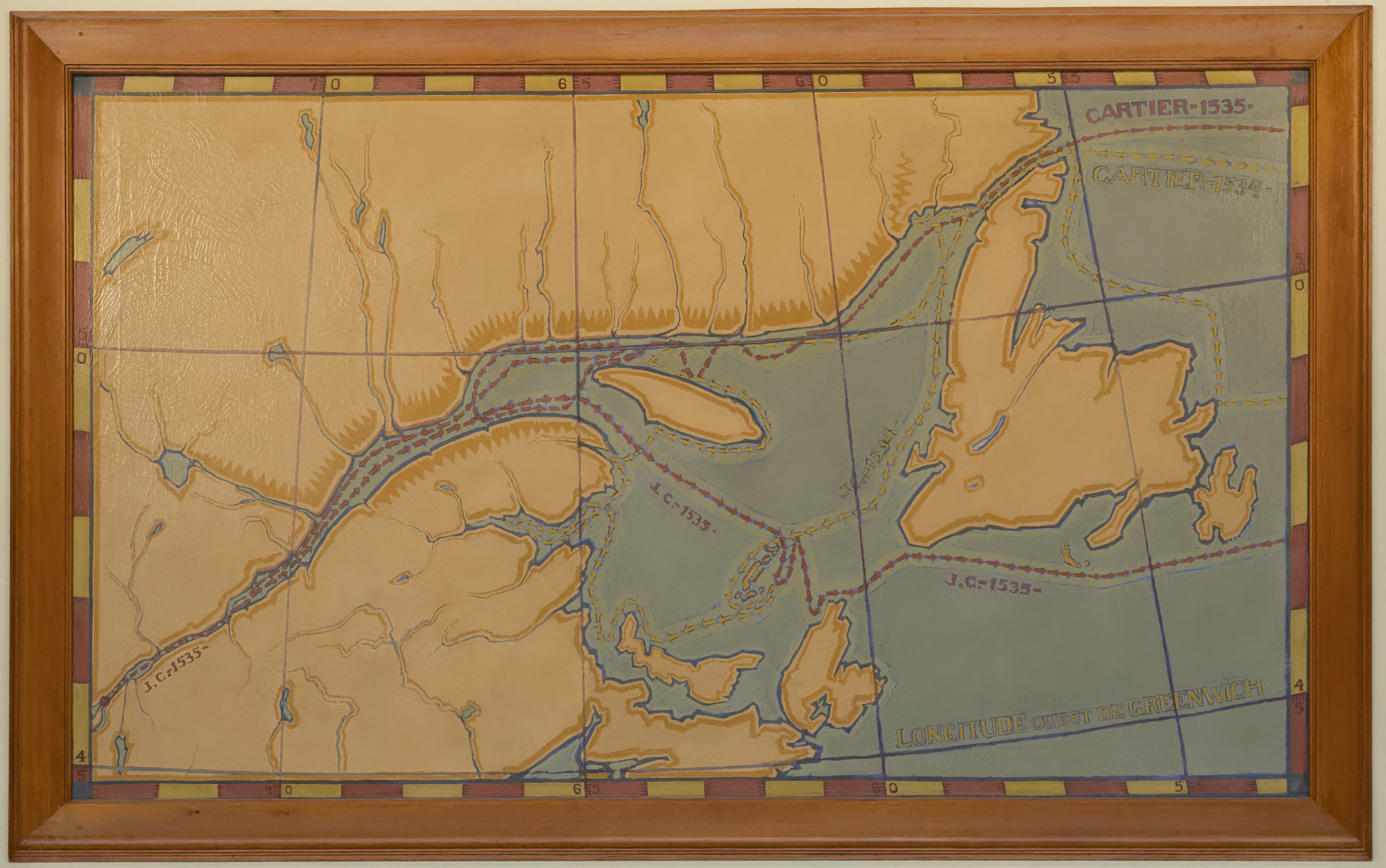
Les voyages de Jacques Cartier au Canada en 1534 et 1535, par Paul-Émile Borduas
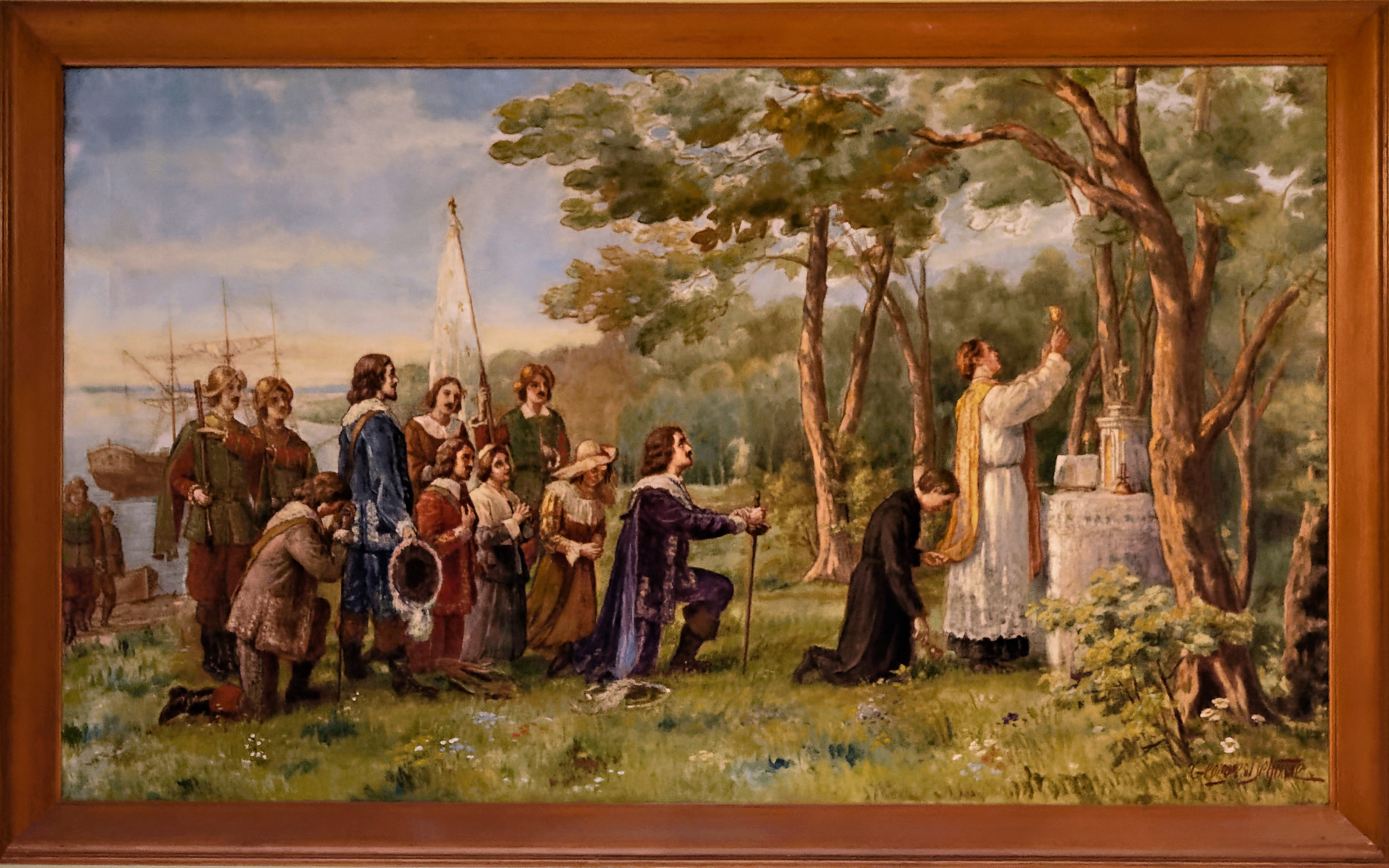
Maisonneuve fonde Montréal le 18 mai 1642, par Georges Delfosse
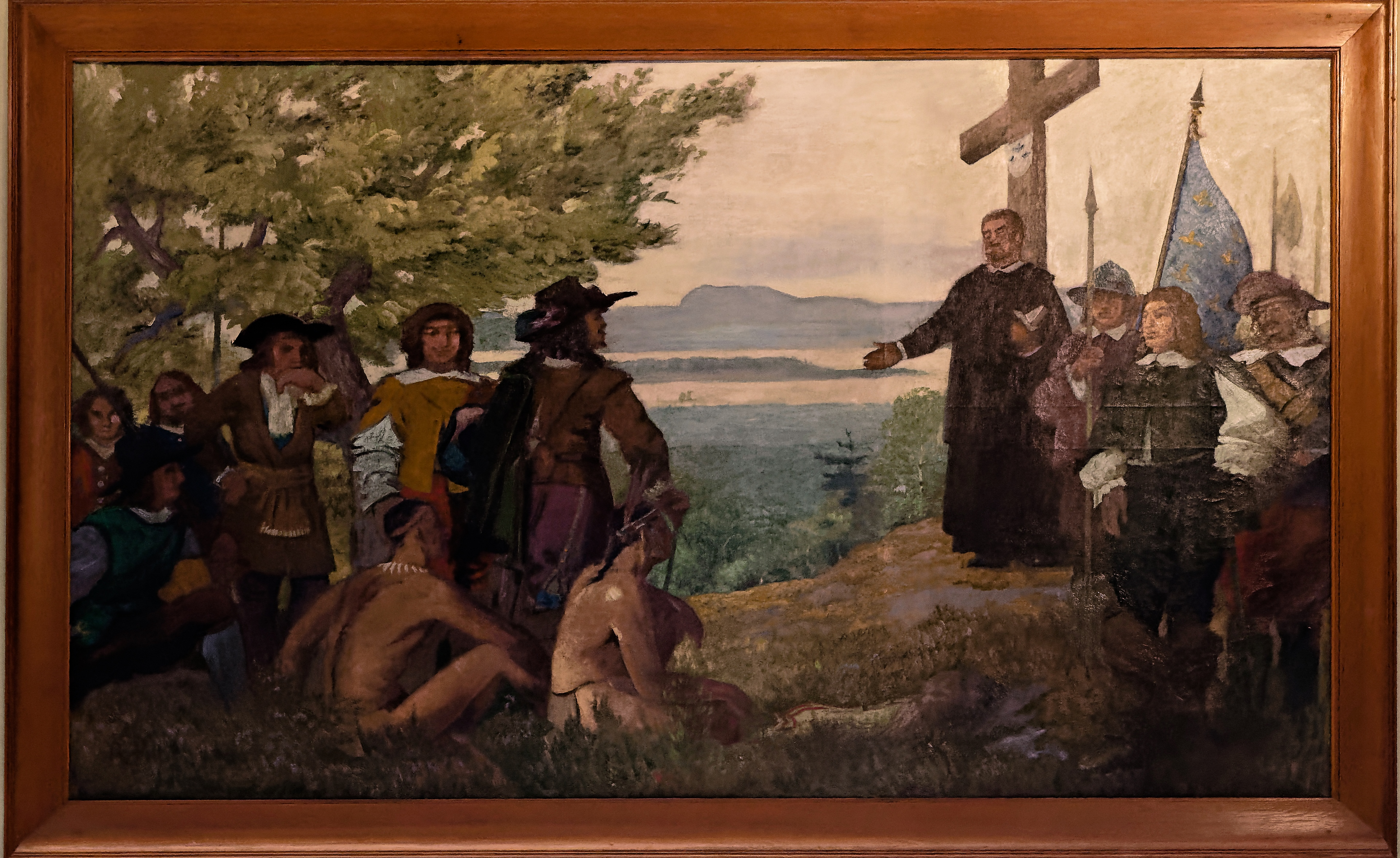
Maisonneuve érige une croix sur la montagne, par Robert Pilot
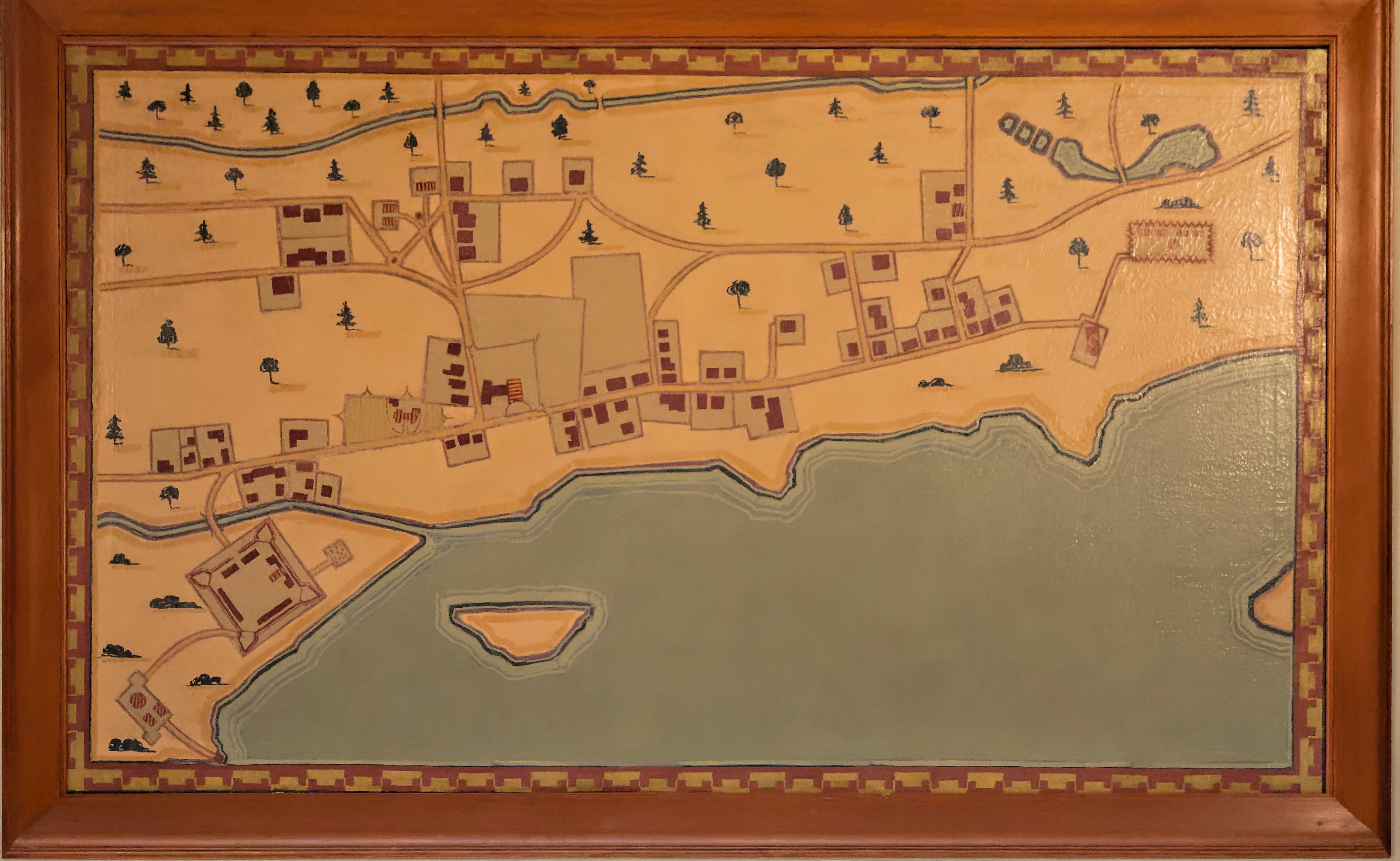
Montréal de 1645 à 1675, par Paul-Émile Borduas
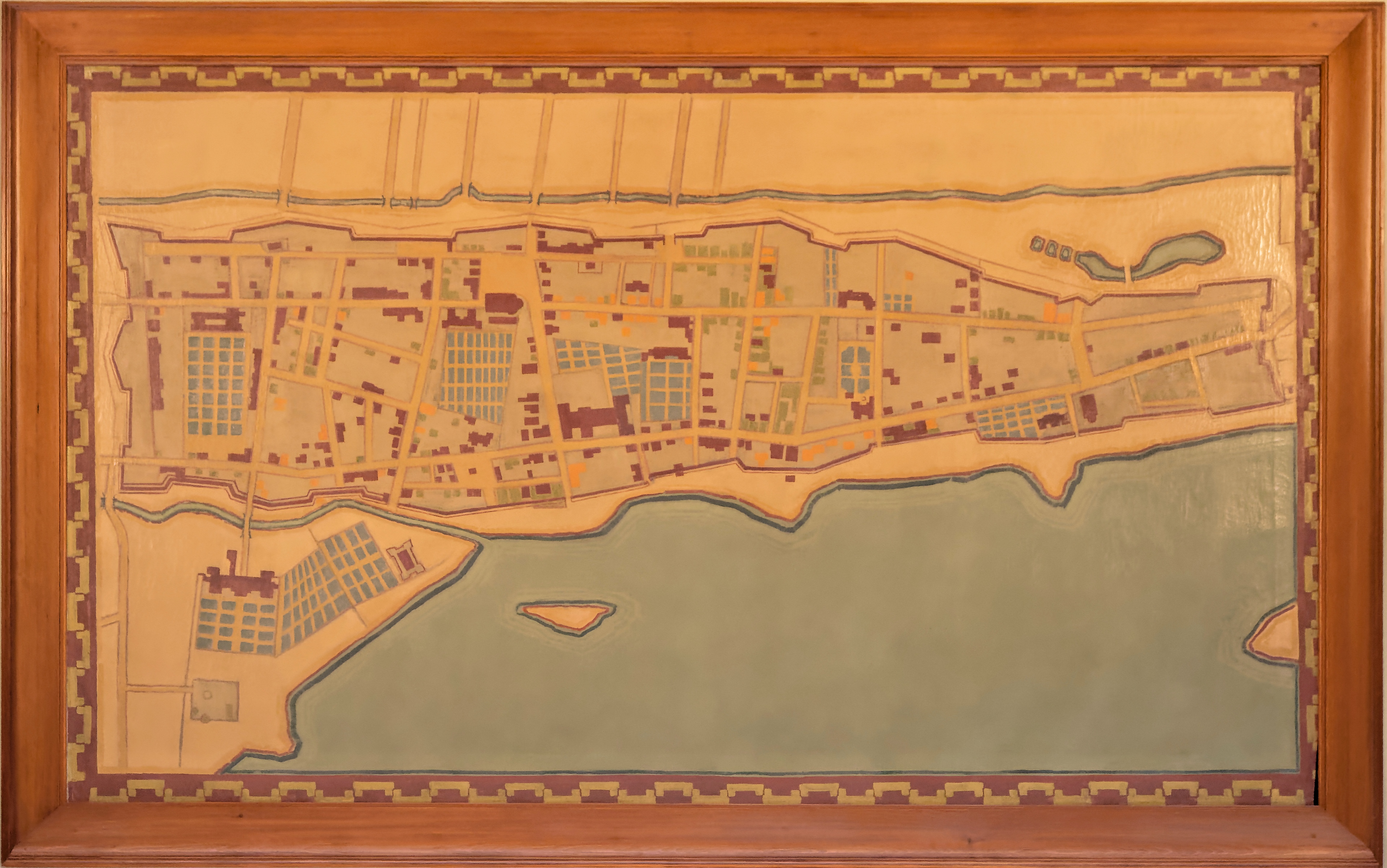
Montréal en 1760, par Paul-Émile Borduas
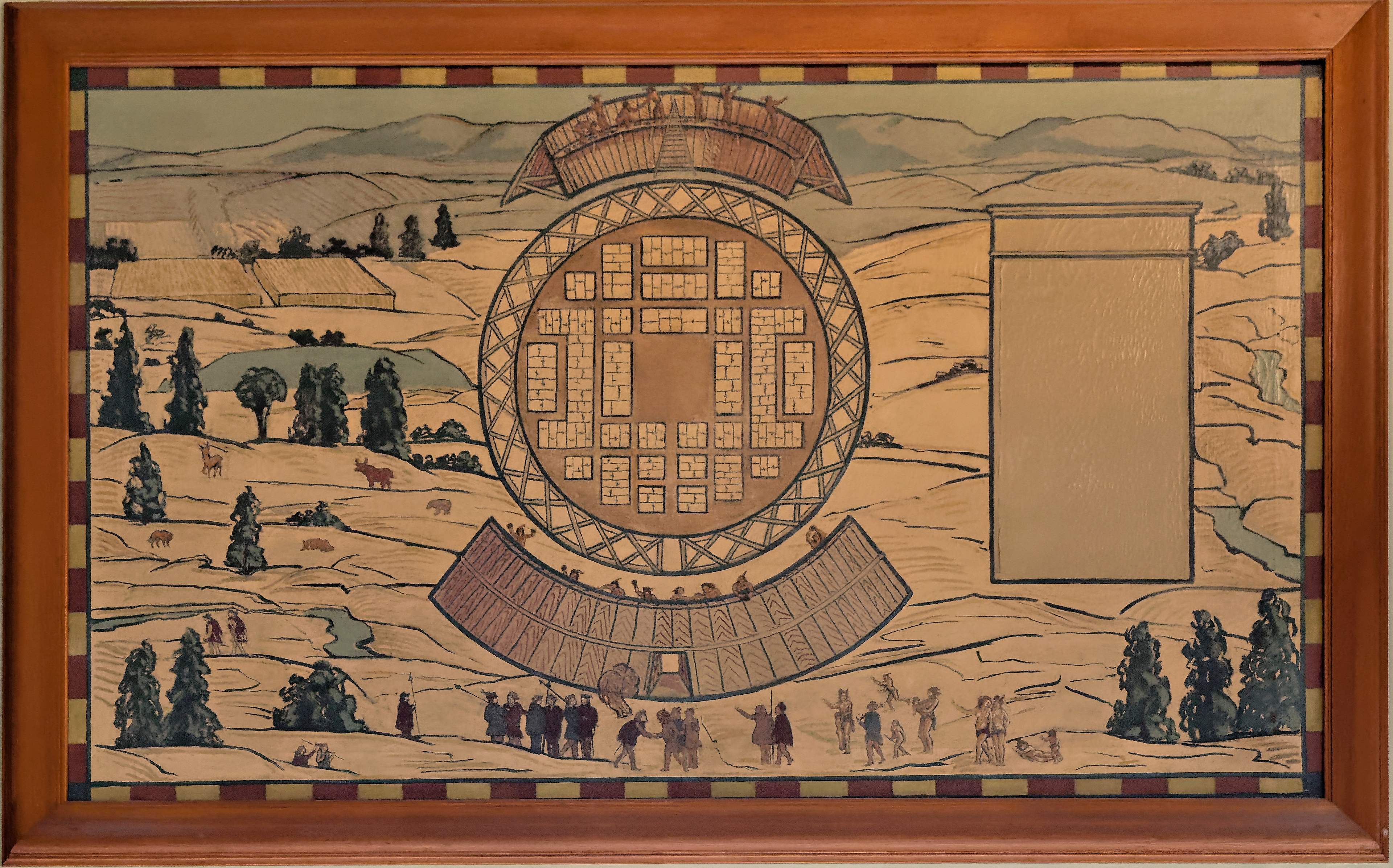
Plan d'Hochelaga par Jacques Cartier en 1535, par Paul-Émile Borduas
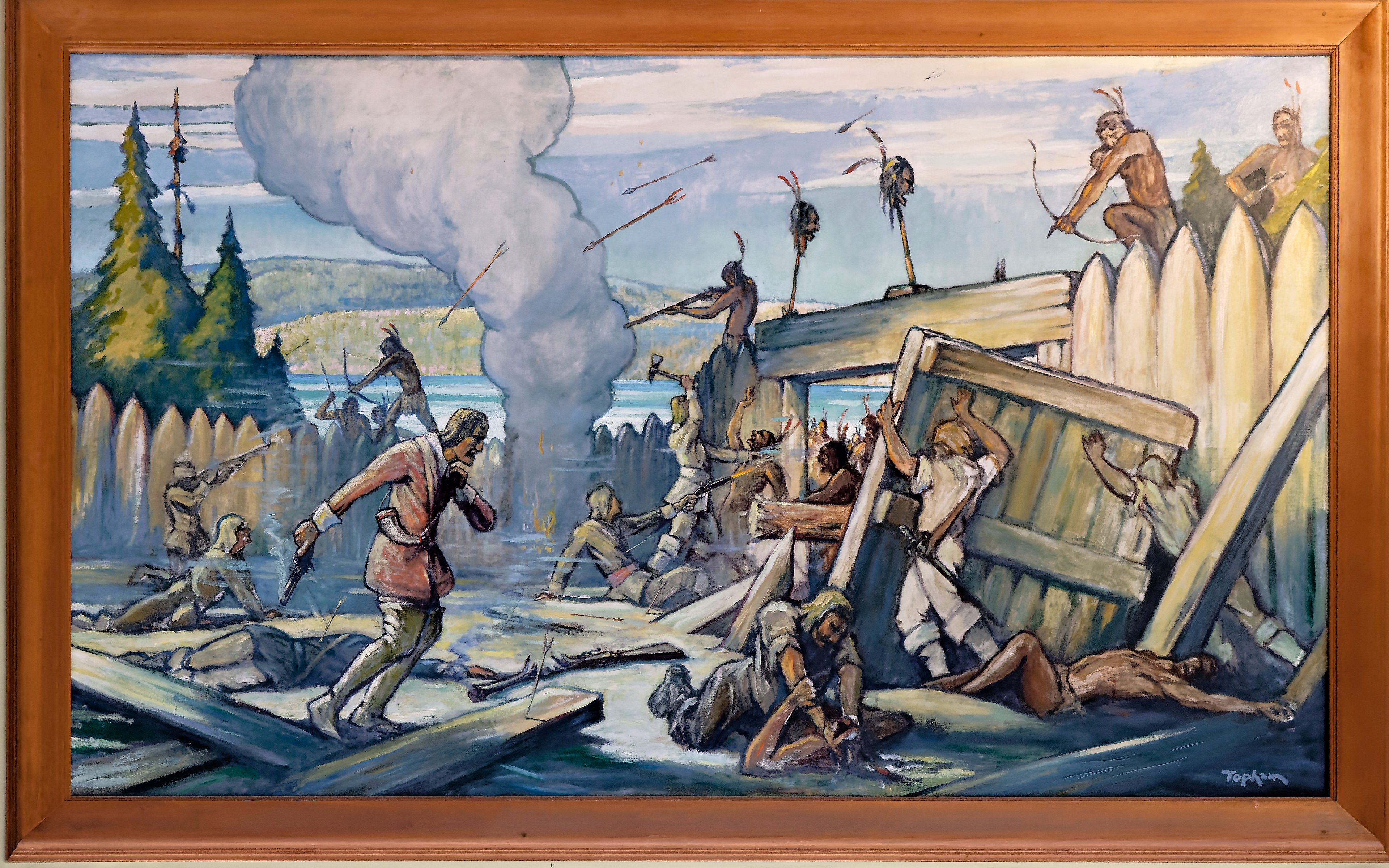
Dollard des Ormeaux meurt au Long-Sault pour sauver la colonie, par William Thurston Topham